# ينال خان
غايرخان أو إينالچق كان حاكم لمدينة أترار في عهد سلالة أنوشتكين. وكان من أقرباء أم السطان محمد تركان خاتون. يذكر بأنه أحد أسباب اندلاع الغزو المغولي لخوارزم.
أعلن جنكيز من التزامه بالعلاقات الودية التجارية بين المغول والخوارزميين. جلب التجار المسلمون معهم بضع السلع من الأراضي الخوارزمية إلى بلاد المغول، وبالرغم تصرفات جنكيز العنيف ضد التجار في بادئ الأمر، إلا أنه استرضاهم وأعادهم إلى بلادهم وهم راضون. رحل مع هؤلاء التجار المسلمون في سنة 614 هـ/1218 م إلى خوارزم، نحو 450 من التجار المغول يُعتقد أنهم كانوا مسلمين، أرسلهم جنكيز، ومعهم رسالة من جانب جنكيز إلى السلطان خوارزمشاه بخصوص إقامة علاقات ودية. إلا أن غاير خان إتهمهم بالتجسس واعتقلهم ثم قتلهم جميعًا بعد إذنٍ من السلطان محمد.
حين علم جنكيز بالواقعة طلب من خوارزمشاه تسليم غاير خان، وتعويضه عن الخسائر. لم يكن السلطان محمد يميل إلى تسليم غاير خان نظرًا لانتشار قرابة عمته أم السلطان تركان خاتون في الجيش، والمدعومين من أتراك قنقلي. لذا، لم يقبل السلطان محمد طلب جنكيز، وقُتل سفير جنكيز، وأُعيد مرافقينه إلى جنكيز حليقي اللحى والشوارب. أدت تلك الأعمال العدوانية الخوارزمية إلى تسريع الهجوم المغولي على الممالك الإسلامية في آسيا الوسطى.